# آه برية! (فلم)
آه برية! (بالإنجليزية: Ah Wilderness!) هو فيلم درامي كوميدي أمريكي إنتاج عام 1935 مقتبس من مسرحية يوجين أونيل التي تحمل الاسم نفسه عام 1933. من إخراج كلارنس براون و بطولة والاس بيري، ليونيل باريمور، إريك ليندن، سيسيليا باركر، سبرينغ بينينغتون وميكي روني، يحكي قصة حياة بلدة صغيرة في أمريكا مطلع القرن ومشاكل صبي صغير يواجه المراهقة.

## طاقم التمثيل
- والاس بيري بدور سيدني ميلر
- ليونيل باريمور بدور نات ميلر
- ألين ماكماهون بدور ليلي ديفيس
- إريك ليندن بدور ريتشارد "ديك" ميلر
- سيسيليا باركر بدور مورييل ماكومبر
- سبرينج باينجتون بدور إيسي ميلر
- ميكي روني بدور تومي ميلر
- تشارلي جرابوين بدور السيد ديف ماكومبر
- فرانك ألبرتسون بدور آرثر ميلر
- إدوارد جيه. نوجنت بدور وينت سيلبي
- بونيتا جرانفيل بدور ميلدريد ميلر
- هيلين فلينت بدور بيل
- هيلين فريمان بدور الآنسة هاولي
- توم دوجان بدور جورج، الساقي (غير مذكور في القائمة)
- إيلي ماليون بدور نورا، خادمة الطحّان (غير مذكور في القائمة)
- إدوارد ليسانت بدور الوزير (غير مذكور في القائمة)

## روابط خارجية
- آه برية!  في قاعدة بيانات الأفلام على الإنترنت (بالإنجليزية)
- آه برية! على موقع أول موفي.
- آه برية! (فلم) في قاعدة بيانات تيرنر كلاسيك موفيز للأفلام.
- آه برية! على فهرس معهد الفيلم الأمريكي